# Signoria di Negroponte
La Signoria di Negroponte fu uno stato crociato stabilito tra il 1204 e il 1470 sull'isola di Eubea, nel mar Egeo, e inquadrato nell'ambito dei possedimenti della Repubblica di Venezia in Oriente (Stato da Màr).

## Storia

### L'istituzione
La signoria occidentale sull'Eubea venne instaurata nel 1204, come parte del principato d'Acaia, all'indomani dell'assedio di Costantinopoli e dell'istituzione dell'Impero Latino d'Oriente. Secondo gli accordi presi tra il doge Enrico Dandolo e gli altri capi della quarta crociata (la partitio imperii Romaniae) la Serenissima avrebbe ottenuto le porzioni settentrionale e meridionale dell'isola, lasciando la parte centrale, con il capoluogo Calcide, a Bonifacio I del Monferrato, divenuto re di Tessalonica.
Nella primavera del 1205 Bonifacio occupò tutta l'isola e la diede in feudo al compagno d'arme Jacques d'Avenses. Tuttavia, con la prematura scomparsa di quest'ultimo, qualche tempo dopo il marchese divise il territorio in tre terzi che assegnò ad altrettanti crociati (tutti veronesi): Oreo, a nord, andò a Pecoraro da Mercanuovo; Caristo, nel meridione, divenne di Ravano Dalle Carceri; Calcide, al centro, fu concessa a Giberto da Verona. Una parte della città di Calcide doveva invece essere tenuta da tutti e tre i signori congiuntamente e indivisibilmente. Ma nel 1208, con la morte di Giberto e la partenza di Pecoraro, tornato in Italia, il Dalle Carceri divenne unico feudatario dell'isola.
In seguito alla morte di Bonifacio e alle successive lotte di successione, il Dalle Carceri, dopo aver trascorso un periodo nella fazione anti-imperiale, passò dalla parte del sovrano latino contribuendo alla sua vittoria. Divenne allora feudatario di Enrico di Fiandra (successore di Baldovino) che ne riconfermò i possedimenti. In ogni caso, il Dalle Carceri cercò di rendersi il più possibile indipendente dall'imperatore. Nel 1209 rese omaggio anche alla Repubblica di Venezia (la Serenissima continuava a mantenere notevoli interessi sull'isola), riconoscendo alla stessa il possesso di una chiesa e di un fondaco e concedendo privilegi commerciali. Negli anni seguenti si insediarono a Negroponte cittadini veneti: rappresentati - primo fra tutti un bailo -, mercanti e anche proprietari terrieri.
Dopo la morte di Ravano (1216), l'isola tornò a dividersi in terzi su cui governarono gli eredi dei tre feudatari veronesi: così Caristo andò a Isabella e Berta dalle Carceri (rispettivamente vedova e figlia di Ravano), Oreo a Merino dalle Carceri (nipote di Ravano e genero di Pecoraro) e al fratello Rizzardo, Calcide ad Alberto e Guglielmo (figli di Giberto da Verona). I feudatari erano tutti imparentati tra loro grazie ai matrimoni tra i vari membri.

### La prima guerra di Negroponte
La pacifica convivenza dei terzieri venne meno nel 1255. In quell'anno moriva senza figli Carintana di Rizzardo Dalle Carceri, pronipote di Ravano e signora di Oreo. Secondo un patto segreto, se uno dei tre feudatari moriva senza eredi, dovevano succedergli gli altri due; il feudo venne quindi acquisito dal cugino Narzotto dalle Carceri, terziario di Calcide, e da Guglielmo da Verona, figlio di Giberto e signore di Caristo.
Ciò tuttavia era in contrasto con quanto prevedevano i principi feudali: secondo le Assises de Romanie, Negroponte era inquadrata nel principato di Acaia, pertanto sarebbe spettato al suo titolare, Guglielmo II di Villehardouin, la scelta del successore. Fomentato dalle rivendicazioni di un certo Leone Dalle Carceri e dai suoi figli, membri collaterali della famiglia, Guglielmo occupò Oreo e quella parte di Calcide che doveva essere amministrata congiuntamente da tutti i terzieri.
Narzotto e Guglielmo, dal canto loro, chiesero aiuto alla Serenissima e il bailo veneziano Paolo Gradenigo riconquistò la città. Il 14 giugno 1256 i due feudatari conclusero un accordo con il quale disconoscevano la fedeltà verso il principe di Acaia e si dichiaravano fideles homines legii di Venezia; in aggiunta, riconobbero a quest'ultima il possesso della fortezza di Castel Rosso, presso il ponte che collegava l'isola alla terraferma, il controllo di un quarto del capoluogo e vari privilegi commerciali.
Nel corso dell'anno successivo l'isola fu devastata dalle truppe di Goffredo de Briel, barone di Karytaina (Gortina) e alleato del Villehardouin. Calcide cadde per un certo periodo in suo possesso, ma venne ripresa dai Veneziani. I combattimenti si estesero poi alla Morea: nel 1258 il Villehardouin vinse una battaglia presso il monte Karydi contro Guido I de la Roche, duca di Atene e alleato della Serenissima.
Dopo questo evento si pose fine ai combattimenti e cominciarono i negoziati, ma solo il 15-16 maggio 1262 (nel frattempo il Villehardouin aveva affrontato la battaglia di Pelagonia ed era caduto prigioniero) venne siglata la pace. Si decise che i terzieri dovevano rendere omaggio soltanto al principe di Acaia e non al doge e dovevano distruggere il castello di Negroponte; Venezia manteneva invece importanti rendite e privilegi sull'isola. Il terzo di Oreo fu concesso a Grapella Dalle Carceri, figlio di Leone.

### La seconda guerra di Negroponte
La situazione era però profondamente mutata in Oriente: nel 1261 Michele VIII Paleologo aveva ristabilito il potere bizantino riconquistando Costantinopoli, mirando ora a riprendere Negroponte.
Con la morte di Narzotto dalle Carceri, sua moglie Felisa andò a vivere a Caristo presso il fratello Giberto II, che era succeduto sul terzo meridionale al padre Guglielmo da Verona. Qui la vedova, in segreto, sposò - o si impegnò a sposare - un tale Licario, cavaliere di origini italiane al servizio dei da Verona. Venuti a conoscenza del fatto, Giberto e suo zio Francesco respinsero il pretendente che, fuggito nel vicino castello di Termopile (o Metropille), organizzò il contrattacco con il sostegno dei Bizantini.
Questa seconda guerra (della quale è difficile datare l'inizio) vide alleati dei da Verona anche gli altri due terzieri. Nel 1269-70 le loro truppe attaccarono le coste dell'Anatolia saccheggiando Anaia, ma nel 1271 le truppe bizantine ne sbaragliarono la flotta a Demetrias, presso il golfo di Volos. La disfatta vide tra l'altro la morte di Guglielmo, fratello di Giberto, e la cattura di numerosi membri dei Dalle Carceri e dei da Verona. Dal canto suo, Giberto riuscì a mettersi in salvo grazie all'aiuto dei Veneziani e del duca di Atene.
In aiuto dei Latini accorsero il principe d'Acaia Guglielmo II di Villehardouin e il re di Sicilia Carlo I d'Angiò. Nel frattempo Michele VIII affidava il comando delle sue truppe allo stesso Licario, che nel 1273-75 inflisse ai nemici un'ulteriore sconfitta a Oreo. Da questo momento la guerra si concentro sull'isola e nel 1276-77 i Bizantini conquistarono Caristo.
Nei mesi successivi le mire espansionistiche di Licario si rivolsero alle isole dei dintorni: nel 1277 si impadronì di Scopelo, Sciato e Sciro (governate dai Ghisi) e tra il 1277 e il 1279 tentò di sottomettere Lemno (tenute dai Navaglioso). Nel 1279-80 tornò nel Negroponte dove sconfisse nuovamente i Latini presso Vatondas; in questa circostanza Giberto fu ucciso o, secondo un'altra versione, cadde prigioniero morendo più tardi a Costantinopoli (dalla rabbia, si dice, per aver visto il suo nemico Licario intrattenersi con Michele VIII).
Dopo questa vicenda, i Bizantini controllavano la totalità dell'isola con l'esclusione del solo capoluogo. A questo punto gli ambasciatori veneziani riuscirono a concludere un'alleanza con Carlo d'Angiò per organizzare una grande spedizione di quaranta galee da inviare contro il Paleologo nell'aprile del 1283. L'operazione non ebbe luogo per lo scoppio della guerra del Vespro, ma la Serenissima riuscì comunque ad impiegare nel maggio 1282 una flotta di trenta galee - metà veneziane e metà angioine - e dieci taride contro i Bizantini. In ogni caso, i risultati furono scarsi.
Nel 1279 giunse il contrattacco veneziano e, nel 1296 l'isola poteva dirsi completamente riconquistata.
Nel 1317 il terzo di Caristo venne occupato dalla Compagnia Catalana di Alfonso Fadrique, vicario generale del Duca d'Atene, e quindi acquistato da Venezia nel 1365. Gli altri due terzi passarono alla Serenissima nel 1383 e nel 1390 rispettivamente, alla morte dei loro signori, garantendo quindi alla Repubblica il controllo diretto dell'intera isola, tramite un podestà insediato a Clissura.
L'isola venne perduta nel 1470, quando il sultano Mehmet II attaccò Negroponte, occupando Clissura il 12 luglio e incorporandola nell'Impero ottomano.

## Lista dei signori di Negroponte
- Jacques d'Avesnes (1204-1205)

### Terziere di Clissura
- Giberto da Verona (1205-1208)
- Ravano dalle Carceri (1209-1216)
- Felicia dalle Carceri (1216-1262)
- Grapella dalle Carceri (1262-1264)
- Gaetano dalle Carceri (1279-1296) e Grapozzo dalle Carceri (1279-1315?)
- Maria I dalle Carceri (1279-1323) e Alberto Pallavicini (?-1311), quindi Andrea Cornaro (1312-1323)
- Beatrice Pallavicini (1315-1328) e Jean de Maisy (1315-1317)
- Occupazione Catalana (1317-1319)
- Piero dalle Carceri (1319-1340)
- Giovanni dalle Carceri (1340-1359)
- Niccolò III dalle Carceri (1359-1383)
- Dominio Veneziano:
  - Maria II Sanudo (1383-?) e Gaspare Sommarippa (1383-?)
  - Corusino I Sommarippa (1430-1462)
  - Domenico Sommarippa (1462-1466)
  - Giovanni Sommarippa (1466-1468)
  - Corusino II Sommarippa (1468-1470)

### Terziere di Caristo
- Ravano dalle Carceri (1204-1216)
- Isabella dalle Carceri (1216-1220) e Berta dalle Carceri (1216-1240)
- Guido dalle Carceri (1240-1250)
- Felicia dalle Carceri (1250-1276) e Otto de Cicone (1250-1276)
- Riconquista Bizantina (1276-1296)
- Agnes de Cicone (1296-1317) e Bonifacio da Verona (1296-1317)
- Occupazione Catalana:
  - Marulla da Verona (1317-1338) e Alfonso Fadrique (1317-1338)
  - Bonifacio Fadrique (1338-1365)
- Dominio Veneziano:
  - Niccolò II Zorzi (1410-1436)
  - Niccolo III Zorzi (1436-1440)
  - Iacopo II Zorzi (1440-1447)
  - Antonio I Zorzi (1447-1470)

### Terziere di Oreo
- Pecoraro da Mercanuovo (1205-1209)
- Ravano dalle Carceri (1209-1216)
- Marino I delle Carceri (1216-1255) e Rizzardo dalle Carceri (1216-1220)
- Carintana dalle Carceri (1220-1255)
- Guglielmo I da Verona (1255-1268) e Narzotto dalle Carceri (1255-1264)
- Marino II dalle Carceri (1264-1278)
- Guglielmo II da Verona (1268-1275)
- Giberto II da Verona (1275-1278)
- Alicia dalle Carceri (1278-1296) e Giorgio I Ghisi (1279-1315)
- Bartolomeo II Ghisi (1315-1341)
- Giorgio II Ghisi (1341-1352)
- Dominio Veneziano:
  - Bartolomeo III Ghisi (1358-1384)
  - Giorgio III Ghisi (1384-1390)
  - Famiglia Giustinian (1390-1470)